# Reto Capadrutt
Reto Capadrutt (ur. 4 marca 1912 w Chur, zm. 3 lutego 1939 w Sankt Moritz) – szwajcarski bobsleista, dwukrotny medalista igrzysk olimpijskich i trzykrotny medalista mistrzostw świata.

## Kariera
Pierwszy sukces osiągnął w 1932 roku, kiedy w parze z Oscarem Geierem zdobył srebrny medal w dwójkach podczas igrzysk olimpijskich w Lake Placid. Na tych samych igrzyskach Szwajcarzy zajęli czwarte miejsce w czwórkach, przegrywając walkę o podium z osadą Republiki Weimarskiej o 12 sekund. Na rozgrywanych trzy lata później bobslejowych mistrzostwach świata w Igls/Sankt Moritz razem z Emilem Dienerem zdobył mistrzostwo świata w dwójkach, a w czwórkach Szwajcaria z Capadruttem w składzie zajęła trzecie miejsce. Kolejny medal przywiózł z igrzysk olimpijskich w Garmisch-Partenkirchen w 1936 roku, gdzie razem z Hansem Aichele, Fritzem Feierabendem i swym kuzynem, Hansem Bütikoferem zdobył kolejny srebrny medal. W rozgrywanej trzy dni później rywalizacji dwójek był tym razem siódmy (z Charlesem Bouvierem). Ostatni sukces osiągnął w 1937 roku, kiedy w parze z Aichele zdobył brązowy medal w dwójkach na mistrzostwach świata w Cortina d’Ampezzo. Capadrutt zginął 3 lutego 1939 roku podczas mistrzostw świata w Sankt Moritz, gdzie wypadł z trasy i uderzył w drzewo.